# 매슈 래버토

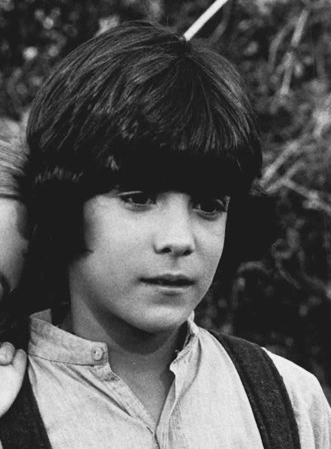

매슈 래버토(영어: Matthew Labyorteaux, 1966년 12월 8일 ~ )는 미국의 배우이다.
로스앤젤레스에서 태어났다. 배우 패트릭 래버토의 동생이다.

## 방송
- 컴퓨터 제로 작전
- 초원의 집

## 영화
- 신부들의 전쟁 (2009년) - 추가 목소리 역
- 뮬란 (1998년)
- 라스트 투 고 (1991년)
- 잃어버린 주말 (1986년)
- 컴퓨터 인간 (1986년)
- 컴퓨터 제로 작전 (1983년)
- 영향 아래 있는 여자 (1974년)
- 초원의 집 - TV 시리즈 (1974년)